# Csigáspolip

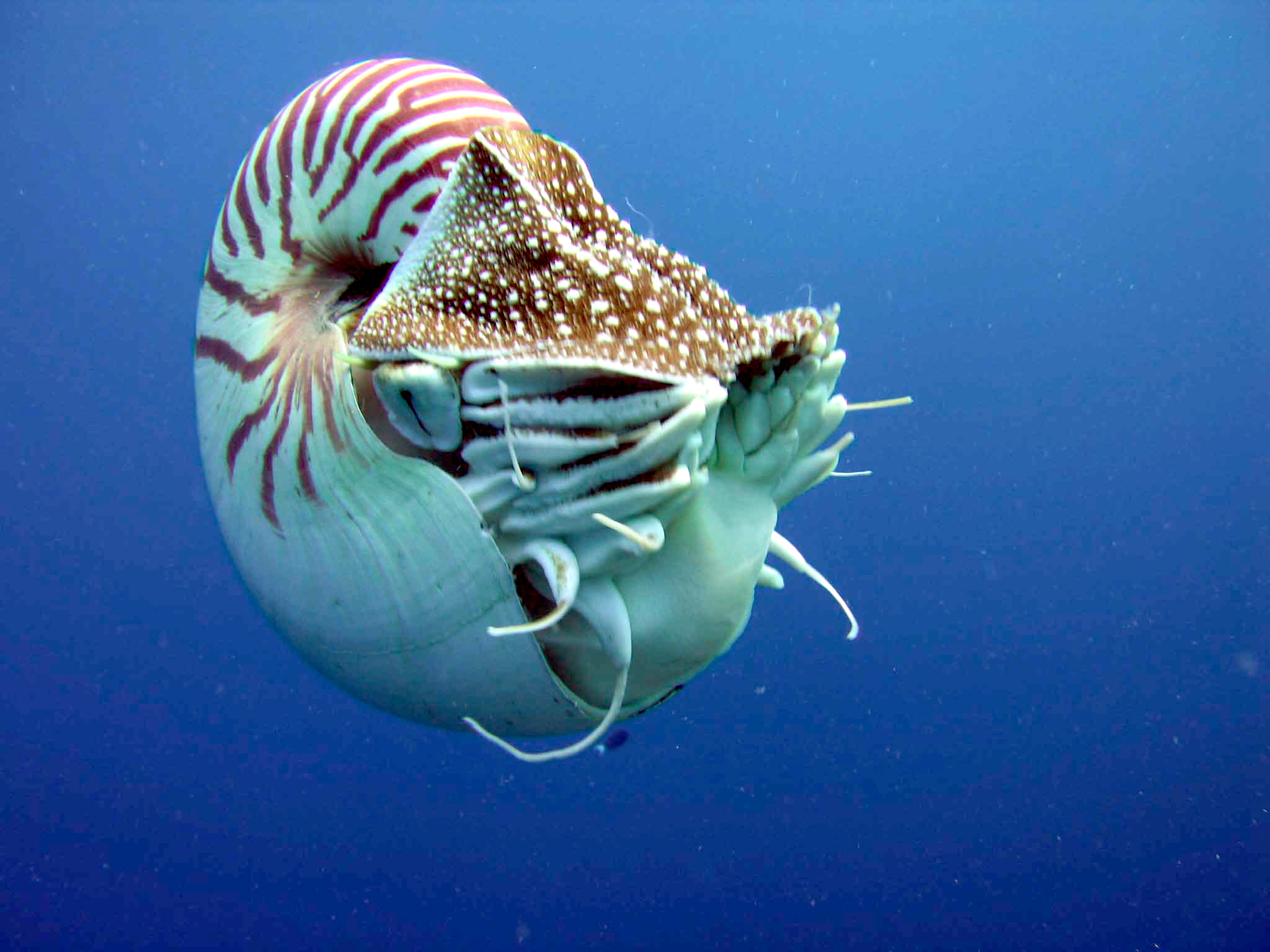
Csigáspolip a vízben haladás közben

A csigáspolip vagy pompás csigáspolip (Nautilus pompilius) a fejlábúak (Cephalopoda) osztályának csigaházas polipok (Nautiloidea) alosztályába, ezen belül a nautiluszok (Nautilida) rendjébe és a Nautilidae családjába tartozó faj.
A Nautilus fejlábúnem típusfaja.

## Előfordulása
A két alfajjal rendelkező csigáspolip az Indiai-óceán egyes részein és a Csendes-óceán nyugati vidékén, valamint az Ausztrália és Új-Kaledónia között elterülő tengerekben él. A csigáspolipok korábban igen elterjedtek voltak élőhelyükön, házuk azonban kedvelt árucikk, ezért számuk egyre csökken. Időközben szaporítási program is indult a megmentésük érdekében. Egyes emberek eszik a csigáspolipot.

## Alfajai
A WoRMS szerint nincsenek alfajai, viszont az enwiki szövegel róluk.
- Nautilus pompilius pompilius Linnaeus, 1758
- Nautilus pompilius suluensis Habe & Okutani, 1988

## Megjelenése
A csigáspolip házának átmérője 20-25 centiméter, testtömege 6 kilogramm. Háza előre csavarodó spirál, amely egymást követő kamrákból áll. A csigáspolip háza oldalról lapított és több kamrából áll, amelyek folyadékot és gázkeveréket tartalmaznak. A gáz és a folyadék arányának változtatásával a csigáspolip szabályozni tudja tartózkodási mélységét a tengerben. Az életkor előrehaladtával nő a kamrák száma. A külső felszínen halványan felfedezhetők a növekedési vonalak. A „sapka” húsos, és négy tapogató hüvelyének összenövésével jött létre. Amikor az állat visszahúzódik a házába, ez a „sapka” zárja le a nyílást. Éjszaka az állat kinyújtja házából a tapogatóit, hogy táplálékot vegyen fel. A tapogatók csúcsán érzékelők találhatók, amelyek segítségével a csigáspolip megízleli a körülötte levő vizet, és „kiszimatolja” a tengerfenéken a zsákmányt. A tapogatók abban is segítik a csigáspolipot, hogy megőrizze egyensúlyát, és a szájához vigye a táplálékot. Az állat szeme fejletlen, úgynevezett gödörszem; elsősorban a fény és a sötétség váltakozását érzékeli. A csigáspolip belső szervei házának legkülső kamrájában találhatók. Az állatnak két pár kopoltyúja és veséje van.

## Életmódja
A csigáspolip társas lény, és csoportokban él. Éjszaka aktív és ragadozó életmódot folytat. Tápláléka különböző rákok, élő halak és haltetemek.

## Szaporodása
Az ivarérettséget 6 hónapos korban éri el. A párzási időszak valószínűleg egész évben tart. A csigáspolip legfeljebb 10 petét rak, melyeknek hossza 4-5 centiméter. A nőstény két hét alatt rakja le a 10 darab petéjét. A szaporodásáról csak a fogságban élő példányok tanulmányozásából tudnak.

## Képek

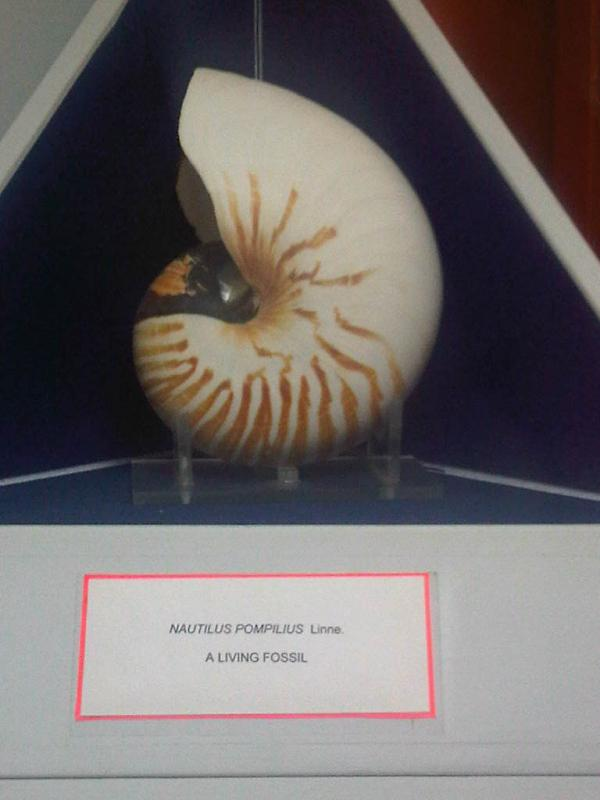
A háza kívülről
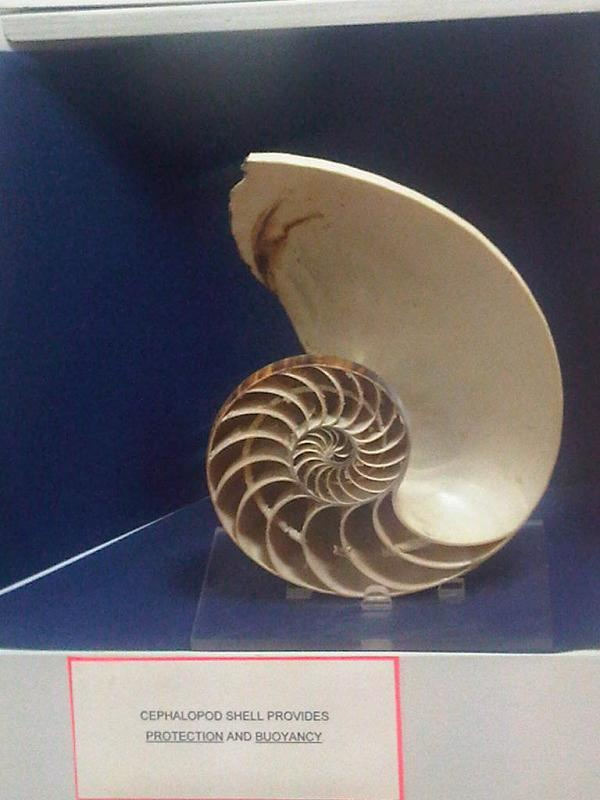
és belülről; egy kettévágott példány látható, amely a kamrákat hivatott bemutatni
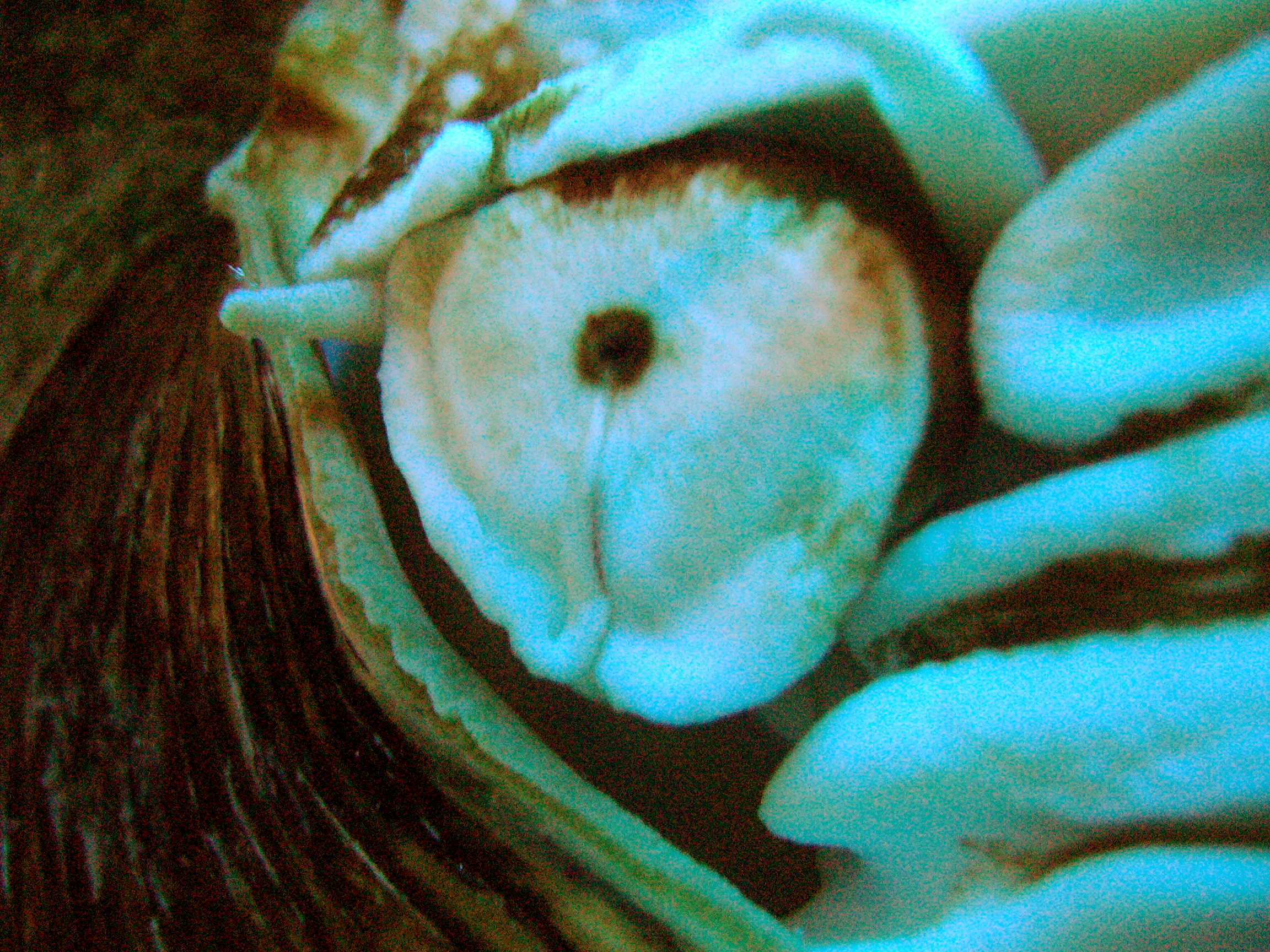
Szeme közelről
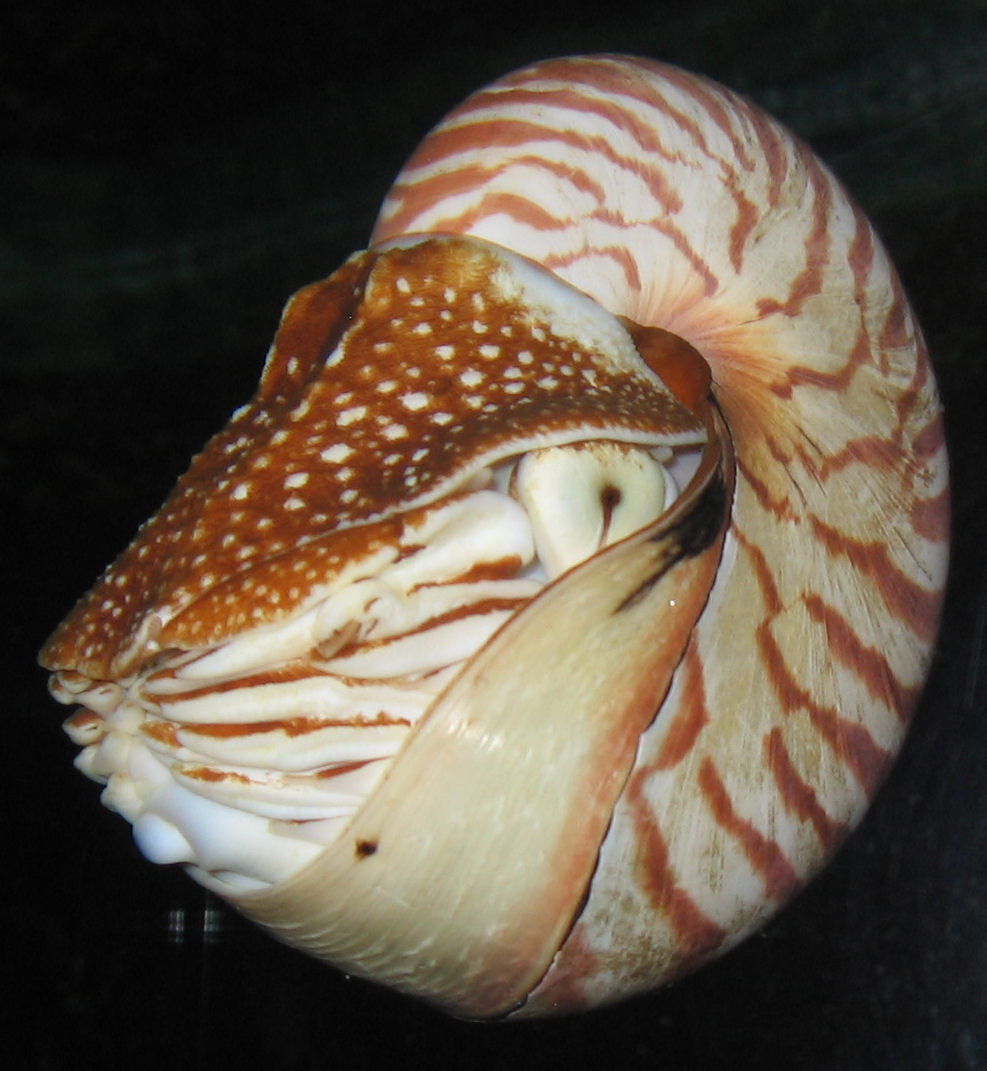